# Paloma Sánchez-Garnica
Paloma Sánchez-Garnica (Madrid, 1º aprile 1962) è una scrittrice spagnola.

## Biografia
Nata a Madrid nel 1962, ha trascorso la giovinezza a Saragozza e ha studiato Diritto, Geografia e Storia all'Università Complutense di Madrid.
Autrice principalmente di romanzi storici con elementi di giallo e thriller, dopo essere stata finalista al Premio Planeta nel 2021 con il romanzo Ultimi giorni a Berlino, nel 2024 si è aggiudicata il prestigioso riconoscimento del valore di 1 milione di euro con Victoria. 

## Opere

### Romanzi
- El gran arcano (2006)
- La brisa de Oriente (2009)
- La cattedrale ai confini del mondo (El alma de las piedras, 2010), Milano, Piemme, 2012 traduzione di Lucia Taddeo ISBN 978-88-566-1922-5.
- Il gioco segreto del tempo (Las tres heridas, 2012), Milano, Piemme, 2013 traduzione di Giuliana Calabrese ISBN 978-88-566-3035-0.
- La musica del destino (La sonata del silencio, 2014), Milano, Piemme, 2017 traduzione di Sara Cavarero ISBN 978-88-566-5727-2.
- Mi ricorderò di te (Mi recuerdo es más fuerte que tu olvido, 2016), Milano, Piemme, 2019 traduzione di Valeria Gallo ISBN 978-88-566-6421-8.
- Il confine segreto dei ricordi (La Sospecha de Sofía, 2019), Milano, Sperling & Kupfer, 2021 traduzione di Federica Niola ISBN 978-88-200-6917-9.
- Ultimi giorni a Berlino (Últimos días en Berlín, 2021), Milano, Sperling & Kupfer, 2023 traduzione di Federica Niola ISBN 978-88-200-7665-8.
- Victoria (2024)

## Adattamenti televisivi
- La sonata del silencio, Serie TV (1 stagione, 2016)

## Premi e riconoscimenti

### Vincitrice
Premio Fernando Lara de Novela
- 2016 con Mi ricorderò di te[7]

Premio Planeta
- 2024 con Victoria[8]

### Finalista
Premio Planeta
- 2021 con Ultimi giorni a Berlino[9]